# Йозеф Газенерль
Йозеф Газенерль (нім. Josef Hasenöhrl, 5 травня 1915 — 13 березня 1945) — австрійський академічний веслувальник.
Срібний призер Олімпійських Ігор 1936 року в одиночці.
Чемпіон Європи 1938 року в одиночці, срібний призер 1937 року в одиночці, бронзовий призер 1935 року в одиночці.